# 紅點設計大獎

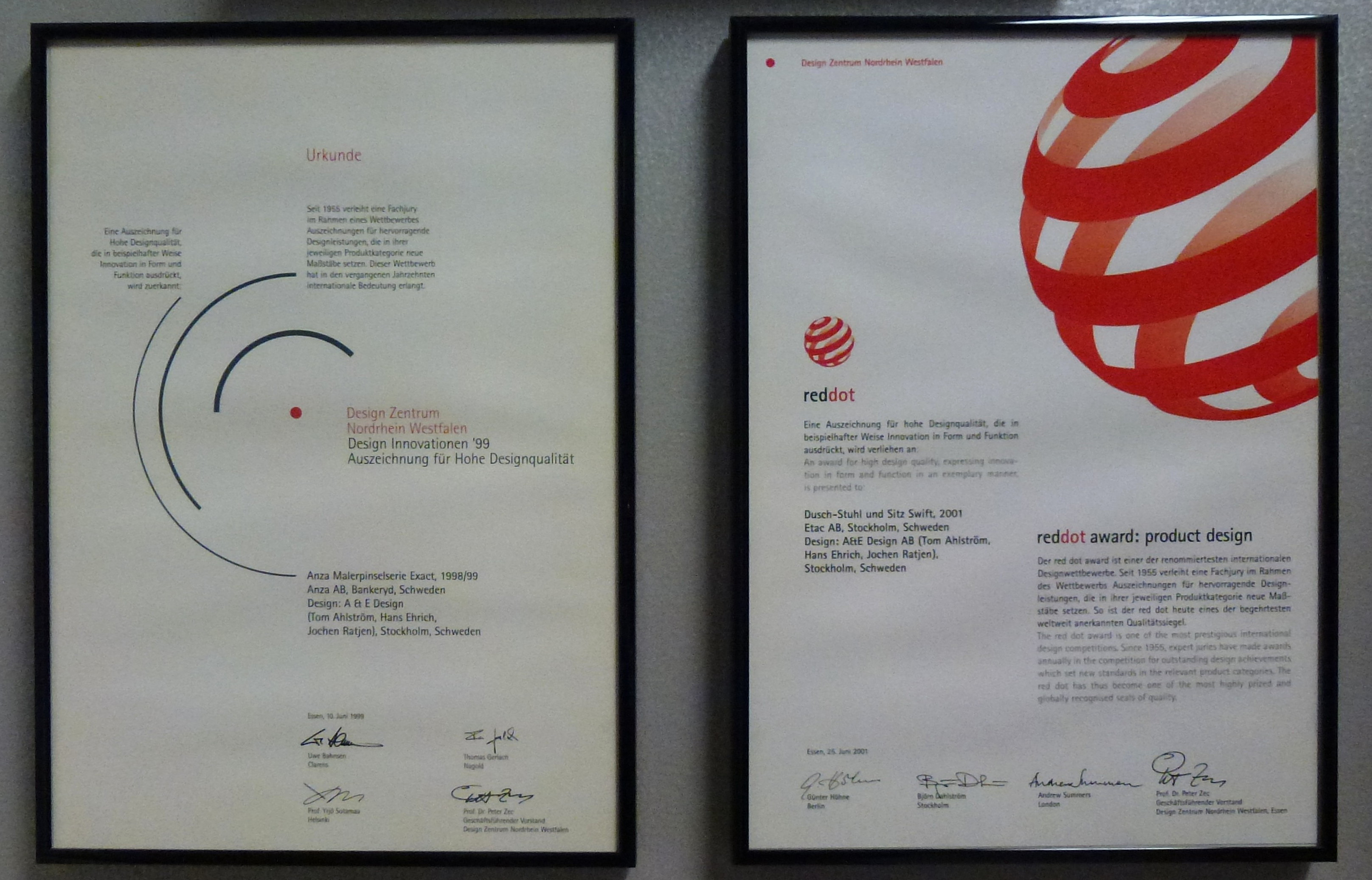
A&E紅點設計證書

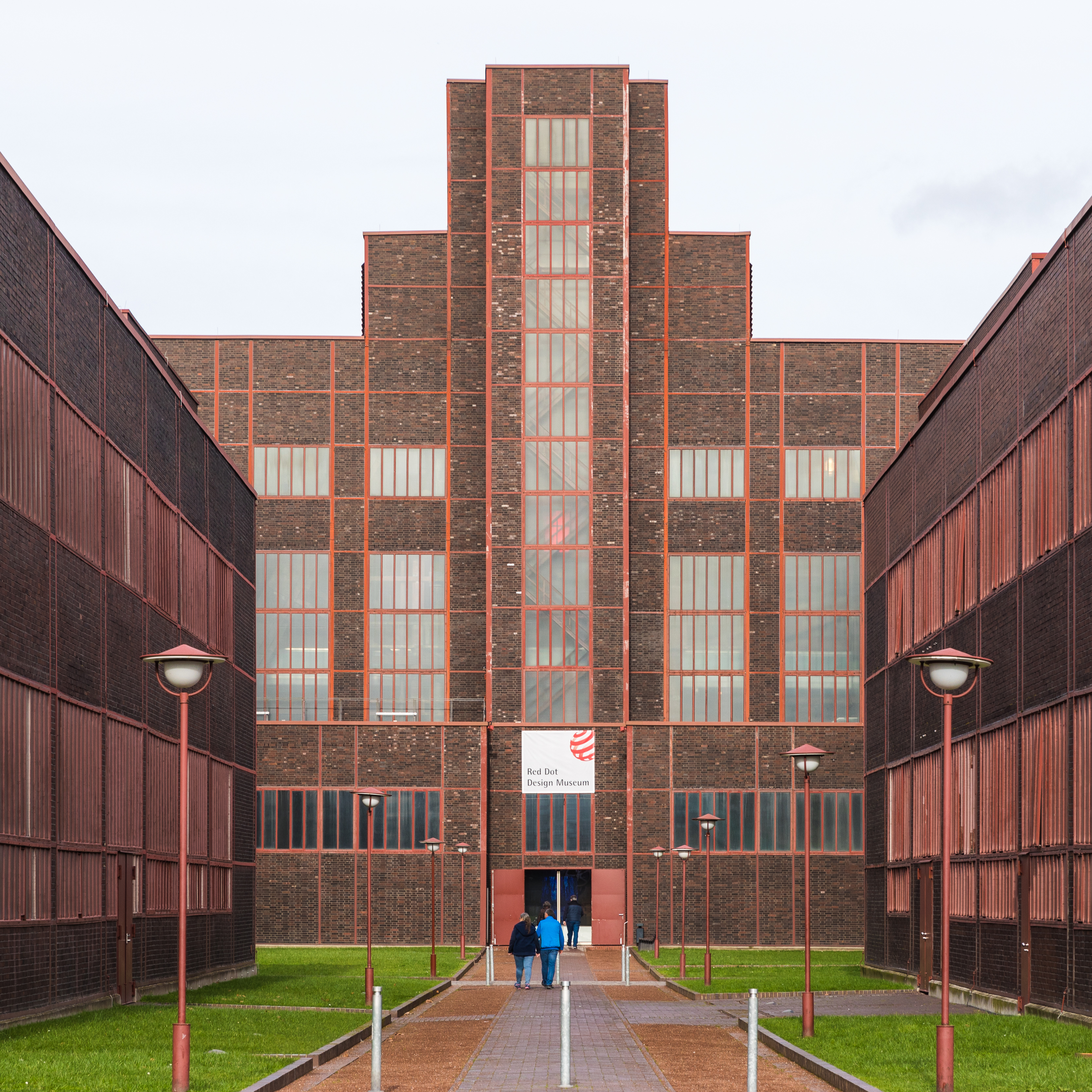
位於關稅同盟煤礦工業建築群的紅點博物館

紅點設計大獎（英語：Red dot design award；也简称红点奖）是由德國著名設計協會Design Zentrum Nordrhein Westfalen於1955年創立，藉由对产品设计（product design），傳達設計（communication design）以及設計概念（design concept）的竞赛，每年吸引了超過60個國家，1萬件作品投稿參賽，得獎的作品可以獲得在德國埃森的紅點博物館展出作品以及參加頒獎典禮的機會。
德國紅點設計獎、德國iF概念設計獎、美國傑出工業設計獎IDEA、日本G-Mark獎，並列世界四大國際設計競賽。

## 紅點獎項
紅點設計是設計人士的指標獎項，針對各種創意和解決方案，紅點本身也設計了四種獎別
- Luminary：紅點之星大獎是紅點設計概念獎的最高獎項。該設計概念從紅點入圍者當中脫穎而出，是設計界的指標獎項。紅點之星鼓舞著人們朝著最高殿堂邁進。
- Best of the Best：紅點最佳設計獎講究創新設計的極致，是紅點設計概念獎的頂級獎項。只有各組別當中最優秀的產品，才能擁有這個年度獎項。
- Winner：红点奖是高品质设计的象征。国际评审团只会将这一设计师梦寐以求的品质认证授予那些凭借非凡的设计而从同类中脱颖而出的作品。
- Honourable mention：表彰作品中做得尤为出色的方面，获奖作品在细节上应提出卓越的解决方案。

## 博物館

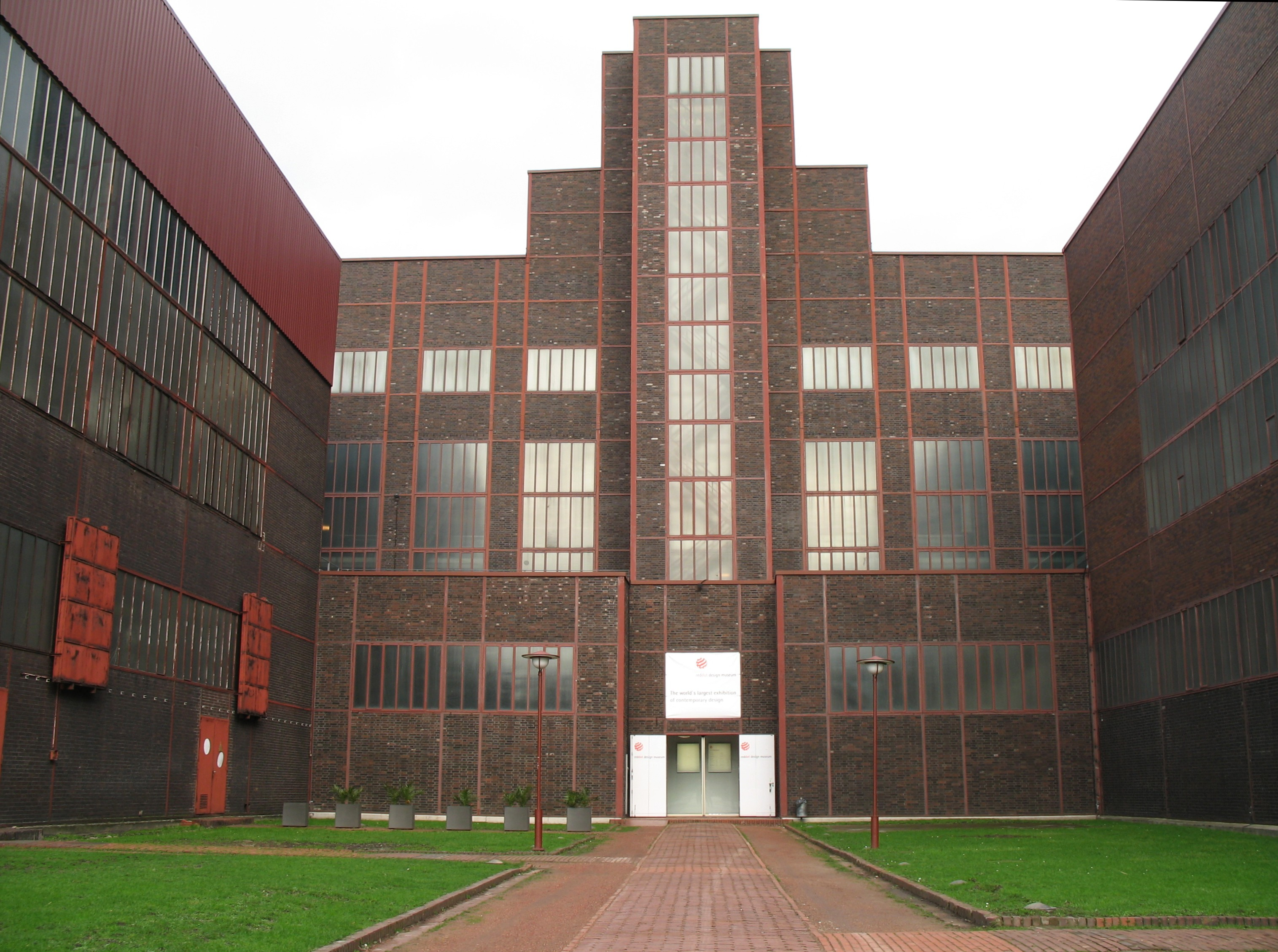
埃森紅點博物館

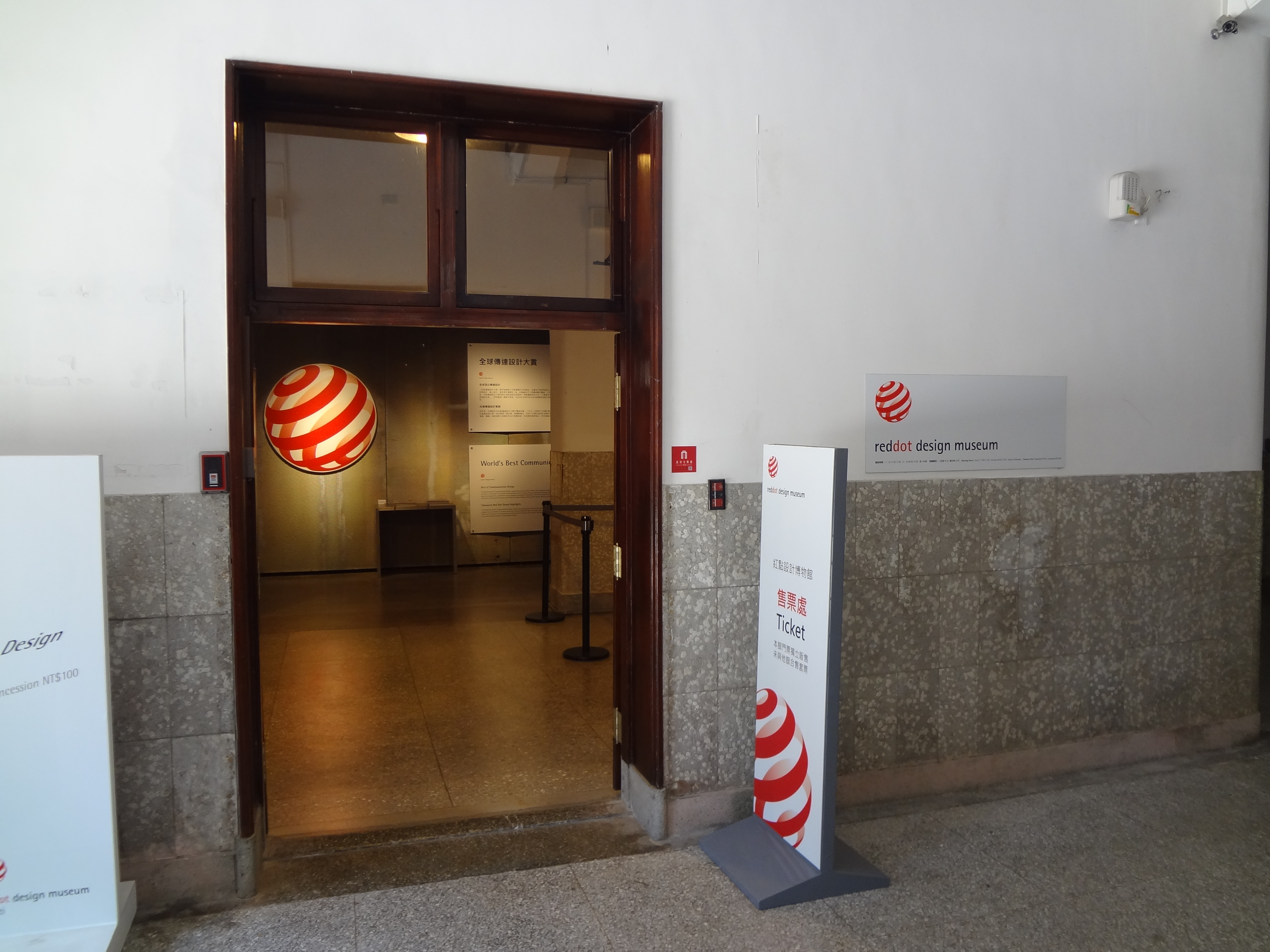
台北紅點博物館

- 1997年首座紅點設計博物館在德國埃森開幕，館址前身為關稅同盟煤礦工業區，由諾曼·福斯特改造而成。
- 2005年第二座也是首座海外博物館在新加坡開幕，館址前身為交通警察廳的殖民紅色建築物。2017年底已遷到濱海灣新開發區。
- 2013年成立第三座博物館，位於台灣台北市，館址為松山文化創意園區。

## 外部連結
- 官方网站